# Haplocope angusta
Haplocope angusta är en kräftdjursart som beskrevs av Georg Ossian Sars 1882. Haplocope angusta ingår i släktet Haplocope och familjen Colletteidae. Arten är reproducerande i Sverige. Inga underarter finns listade i Catalogue of Life.